# Île à la Croix
L'île à la Croix  est située au milieu de la rivière Batiscan, à la limite nord de la partie est de la réserve faunique de Portneuf, dans la zone désigné "Miguick-île à la Croix", du territoire non organisé de Lac-Lapeyrère, dans la MRC de Portneuf, dans la zone administrative de la Capitale-Nationale, en la province de Québec, Canada.
Dès 1888, près de la rivière Miguick, une carrière de pierre de granite a commencé à être exploitée, grâce à la construction de la voie ferrée reliant la Basse-Mauricie et le lac Saint-Jean.

## Toponymie
Le toponyme "Ile-à-la-Croix" a été officiellement enregistré le 5 décembre 1968 dans la banque des noms de lieux à la Commission de toponymie du Québec. Jadis, une croix a été plantée sur cette île en guise de protection pour les voyageurs empruntant la rivière qui sournoisement causait régulièrement des noyades. Les rapides en amont et en aval de l'ile sont réputés dangereux pour les embarcations de rivière. La croix protégeait aussi les résidents et les travailleurs saisonniers des rapides de la rivière (en amont et en aval) et des crues parfois considérables qui accentuaient les risques de blessures ou noyade.
D'origine judéo-chrétien le toponyme "Ile à la Croix" s'apparente au toponyme "lac à la Croix" qui est situé à 9,3 km du sud du lac Édouard. La rivière Batiscan qui prend sa source au lac Édouard se déverse dans le "lac à la Croix". Une cinquantaine de kilomètres (en suivant le parcours de la rivière) séparent l'embouchure de ce lac et l'ile à la Croix.

## Géographie
L'ile à la Croix est située à 63 km au sud du village du Lac-Édouard en Haute-Mauricie, à 26 km au nord du village de Notre-Dame-de-Montauban et à 27 km (en ligne directe) de l'église de Rivière-à-Pierre. L'ile est distante de 1,5 km du hameau Miguick, 4,5 km de Linton et 7 km en aval de l'embouchure de la rivière Jeannotte.
L'ile est en forme de pied (les orteils pointant vers le sud-ouest et le talon vers l'embouchure de la rivière Miguick) d'une longueur d'un kilomètre et d'une largeur maximale de 300 mètres. L'altitude des eaux en amont de l'île est de 246 m et 244 m en aval. L'île à la Croix est la principale île d'un petite archipel qu'on peut désigner "archipel Miguick", comptant 11 autres îlots dont neuf en amont. L'îlot (altitude: 244 m) le plus en aval est situé en face de la décharge du lac de la Daraise (côté ouest de la rivière Batiscan).
La route 2 de la Réserve faunique de Portneuf traverse la partie nord de l'ile dans le sens est-ouest pour connecter les deux grandes sections de ce parc provincial, qui est scindé en deux par la rivière Batiscan. Ce secteur "Miguick-île à la Croix" comporte un petit hameau près de la voie ferrée du Canadien National, sur la rive est de la rivière Batiscan, où s'arrête, au besoin, le train de passager de Via Rail.

## Histoire
Par sa position géographique stratégique en face de l'embouchure de la rivière Miguick (rive est de la rivière Batiscan), l'île à la Croix servait de halte pour les voyageurs de la rivière Batiscan, durant la Préhistoire amérindienne. En face de l'ile, la rivière Miguick (côté est de la rivière Batiscan) étant très calme et sinueuse était favorable pour la chasse notamment aux orignaux et aux castors.
Cette île légendaire de la Batiscanie, servait aussi de point de repère lors d'expéditions sur la rivière. Les premiers explorateurs canadiens français à visiter le secteur de cette île ont été les coureurs des bois qui pratiquaient le commerce, les évangélisateurs catholiques et les explorateurs désignés par les autorités civiles ou religieuses. 
Annuellement, à la fin du printemps, les draveurs faisaient le tour des berges de la rivière, notamment de l'île à la Croix pour remettre à l'eau les billots qui descendaient la rivière jusqu'aux moulins à scie en aval, notamment à Saint-Stanislas. La drave cessa en 1963 sur la rivière Batiscan. Après la saison de drave, plusieurs des travailleurs devenaient des cageux pour les moulins à scie; les autres allaient souvent travailler sur les fermes de la Basse ou la Moyenne-Batiscanie.
Au XIXe siècle, le gouvernement octroyait des coupes forestières sur les terres publiques de plus en plus éloignées de la Basse-Batiscanie. Avant la construction vers 1888-1889 du chemin de fer vers la Haute-Batiscanie, à chaque hiver, des routes de glace étaient aménagées sur la rivière Batiscan par les contracteurs forestiers pour amener des centaines de travailleurs forestiers à la fois, accompagnés de leurs hordes de chevaux (parfois plus de 100 chevaux), leurs sleighs (traineaux), tout le gréement requis et les provisions pour l'exploitation des chantiers forestiers en Moyenne-Batiscanie ou Haute-Batiscanie. Ces hommes et leurs chevaux redescendaient au printemps par les mêmes routes de glace, avant la grande débâcle. Ces routes de glace devaient contourner les zones où la glace était fragile (notamment dans les zones de rapides ou de chutes), en défrichant des voies de passage sur la terre ferme. La construction du chemin de fer le long de la rivière Batiscan, puis de routes (privées ou publiques), ont atténué le besoin d'utiliser ces longues routes de glace. Toutefois, les routes de glace ont continué d'être aménagées à divers endroits pour les besoins locaux de traverser la rivière.

## Loisirs
L'ile à la Croix est réputée pour le camping sauvage et diverses activités de plein air. L'ile s'avère un point d'arrêt ou de point de départ pour les descentes en embarcation de rivière vers Notre-Dame-de-Montauban. Beaucoup de pagayistes commencent  leur expédition de descente dans les rapides de la rivière Batiscan, à partir du pont de fer du Canadien National qui enjambe l'embouchure de la rivière Miguick, situé juste en face de l'ile.